# José Bokung
José Bokung Alogo (Ebebiyín, 31 dicembre 1987) è un calciatore equatoguineano, difensore del Deportivo Mongomo.

## Carriera

### Nazionale
Ha partecipato alla Coppa d'Africa del 2012.